# Voy a quedarme
«Voy a quedarme» es una canción compuesta por Leroy Sanchez, Daniel Ortega 'Dangelo' y Dan Hammond y el cantante español Blas Cantó e interpretada por este último. La canción fue lanzada como descarga digital y para transmisión el 10 de febrero de 2021. Representó a España en el Festival de Eurovisión 2021, tras ganar una selección de dos canciones.

## Contexto
La composición de la canción fue motivada por pérdidas en la vida de Cantó, incluida la muerte de su abuela en 2020 seguida de la muerte de su padre. En una entrevista con el sitio web especializado en Eurovisión Wiwibloggs, Cantó dijo que la canción era una especie de reconciliación con estas pérdidas. La muerte de su padre se produjo cuando España anunciaba su decisión de volver a confirmarlo para representar a su país en el concurso. El vídeo musical incluye una representación de él bailando con su abuela. En una reunión de Zoom con Wiwibloggs, dijo que la canción era como un milagro y un proceso de curación. "Necesitaba actuar en ese escenario. Necesitaba compartir mi música, mi alma ”, dijo.

## Eurovisión 2021
La canción fue seleccionada para representar a España en el Festival de la Canción de Eurovisión 2021, luego de que Blas Cantó fuera seleccionado a través de Destino Eurovisión 2021, el certamen de música que selecciona las entradas de España para el Festival de la Canción de Eurovisión. Como España es miembro de los "Cinco Grandes", la canción avanzó automáticamente a la final, que se celebró el 22 de mayo de 2021 en el Rotterdam Ahoy de Rotterdam, Países Bajos.
Finalmente la canción obtuvo una puntuación final de 6 puntos, quedando en el puesto 24 de 26 participantes.

## Posicionamiento en listas
| Listas (2021)             | Mejor posición |
| ------------------------- | -------------- |
| Lituania (AGATA)          | 87             |
| Países Bajos (Single Tip) | 23             |